# Ferrelcel

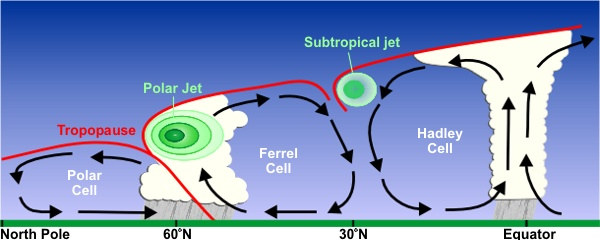
Ferrelcel

Een Ferrelcel (genoemd naar William Ferrel) is een atmosferische circulatiecel die zich ongeveer tussen de 30e en 60e breedtegraden bevindt. In tegenstelling tot de Hadley- en polaire cellen zijn Ferrelcellen een secundair verschijnsel, dat zijn bestaan te danken heeft aan de polaire en Hadleycellen. Een Ferrelcel bestaat uit alle atmosferische wervels die tussen de Hadley- en polaire cellen in liggen. Zoals het Corioliseffect de passaat in de Hadleycellen naar het westen afbuigt, wordt de wind in de Ferrelcellen naar het oosten afgebogen. Dat betekent dat de dominante windrichting uit het westen is. Sterke hogedrukgebieden als een Siberisch hoog zijn een soort kortstondige onderbrekingen in Ferrelcellen.
Terwijl de Hadley- en polaire cellen gesloten systemen zijn, zijn Ferrelcellen minder duidelijke atmosferische fenomenen. Dit blijkt uit het feit dat de dominante westenwinden vaak onderbroken worden door andere windrichtingen. De luchtcirculatie in de Ferrelcellen is ingewikkelder en onregelmatiger dan in de andere cellen. Het weer varieert op gematigde breedtegraden daardoor meer dan in de tropen of poolgebieden.
De basis van een Ferrelcel wordt gevormd door de beweging van luchtmassa's, die voor een gedeelte wordt beïnvloed door de plek van de straalwinden. Deze worden gevoed door de opgestegen lucht in lagedrukgebieden. Lagedrukgebieden volgen daardoor de beweging van de straalstromen op een weerkaart. Hoewel aan de oppervlakte de gemiddelde windrichting van de evenaar af is (op het noordelijk halfrond naar het noorden), is de bovenstroming hoger in de atmosfeer niet erg sterk ontwikkeld. Dit komt gedeeltelijk omdat in tegenstelling tot in polaire of Hadleycellen in de Ferrelcellen geen sterke aandrijvende warmtebron of koudtebron aanwezig is om de circulatiestroming aan te drijven. Ook de wervels aan het oppervlak destabiliseren de luchtstroom in de hogere delen van de atmosfeer.